# Henrik Welin-Berger
Adolf Henrik Welin-Berger, född 23 maj 1891 i Västerviks församling i Kalmar län, död 29 juni 1971 i Västerås domkyrkoförsamling i Västmanlands län, var en svensk ingenjör.
Henrik Welin-Berger var son till resepredikanten Olof August Welin och Louise, ogift Berger. Efter studentexamen 1910 var han specialelev vid Kungliga Tekniska Högskolan (KTH) i Stockholm 1912–1915 varpå han studerade vid Alnarps lantbruksinstitut där han tog avgångsexamen 1916. Därefter följde utlandsstudier och tjänstgöring i olika län 1916–1922 innan han var statens lantbruksingenjör i Västmanlans län 1922–1956.
Han var sakkunnig och tillförordnad vattenreningsingenjör vid olika vattendomstolar 1924–1934, expert i kommitté för utredning av åtgärder till motverkan av vattenföroreningar 1938–1939, ledamot av kommittén rörande den statsunderstödda torrläggningsverksamheten 1942–1944. Han var redaktör och ansvarig utgivare för Tidskrift för statens lantbruksingenjörer 1928–1945. Han blev ledamot av Kungliga Skogs- och Lantbruksakademien (LSLA) 1939. Welin-Berger skrev artiklar om bland annat täckdikning, invallningar och arrendefrågor. Han var riddare av Nordstjärneorden (RNO) och Vasaorden (RVO) samt hade Västmanlands läns hushållningssällskaps stora guldmedalj.
Henrik Welin-Berger gifte sig 1917 med Marguerite "Madge" Nordenson (1893–1989), dotter till filosofie doktor John Nordenson och Wilhelmina Guy Whately. De fick barnen Gunnel (född 1918), Guy (1920–1985) och John (född 1926).